# Fotografie ze vzduchu

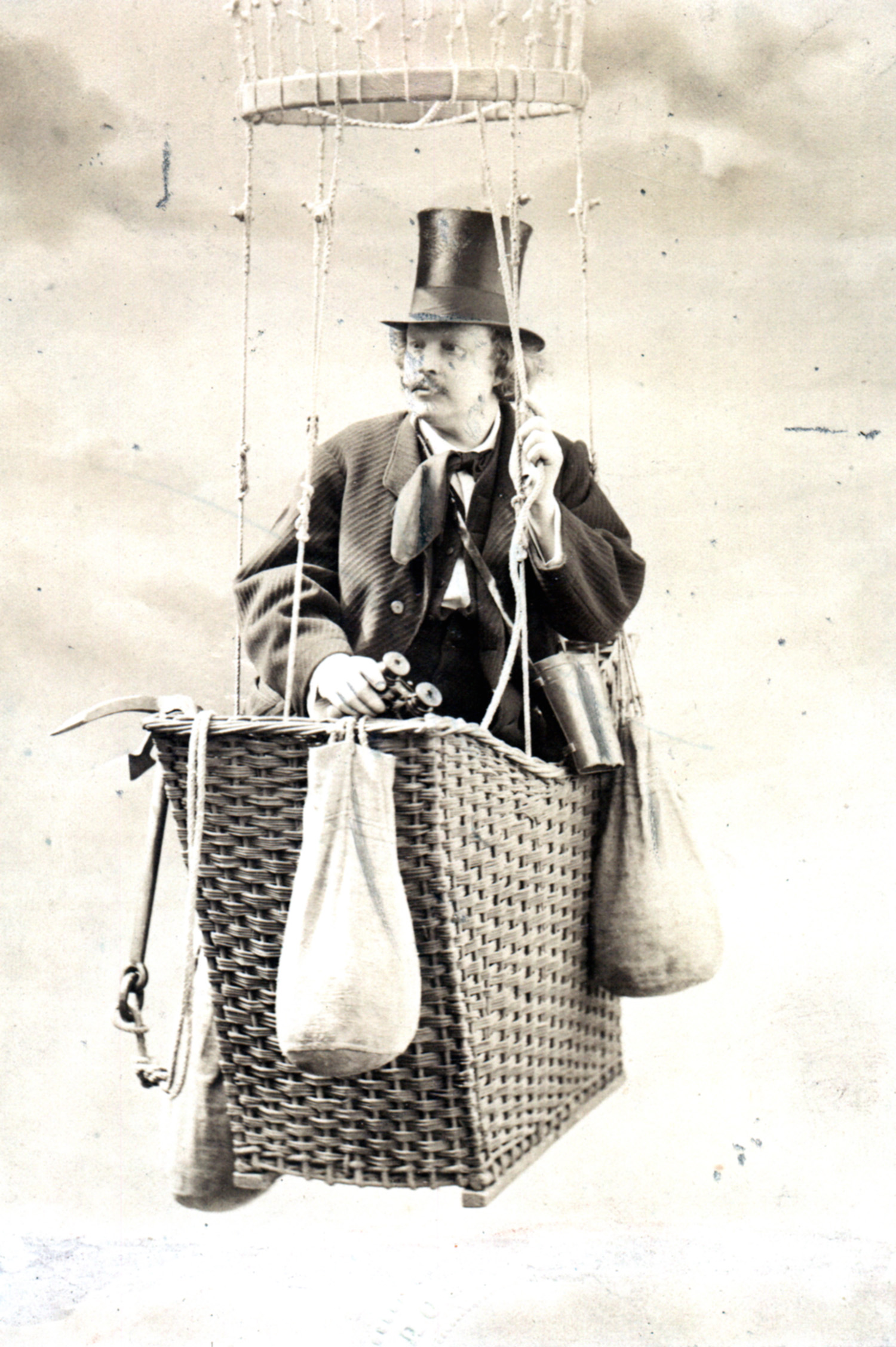
Portrét fotografa Nadara v balónu, ze sbírky Smithsonian Institution

Vzdušná fotografie, fotografie ze vzduchu nebo fotografie z ptačí perspektivy se označuje fotografování ze vzduchu s fotoaparátem drženým v ruce nebo přimontovaným na letadle, helikoptéře, balónu, raketě, poštovním holubovi, drakovi, RC modelu nebo podobném dopravním prostředku.

## Historie

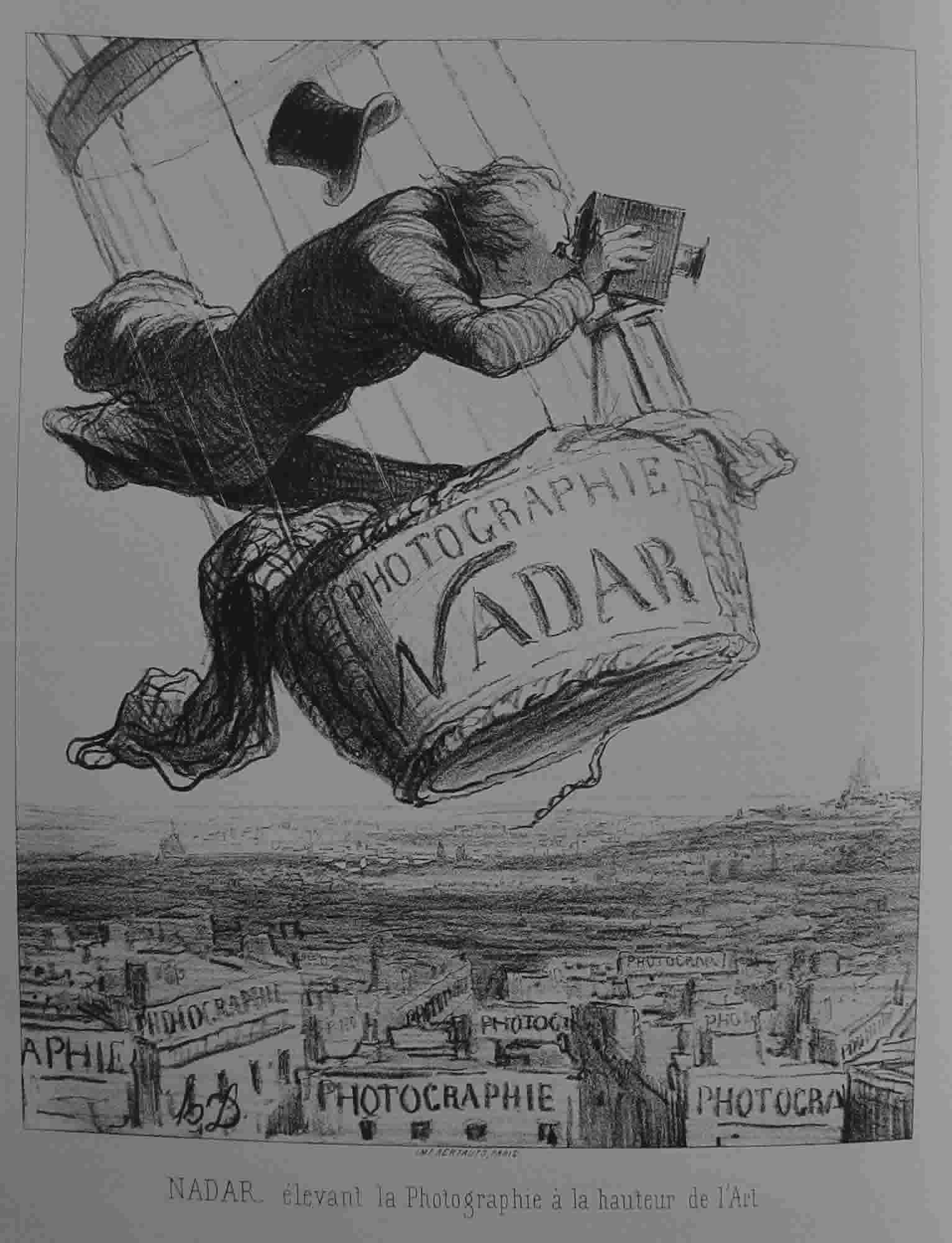
Karikatura vzduchoplavce Nadara nad Paříží v balónu, kterou nakreslil Honoré Daumier v roce 1858

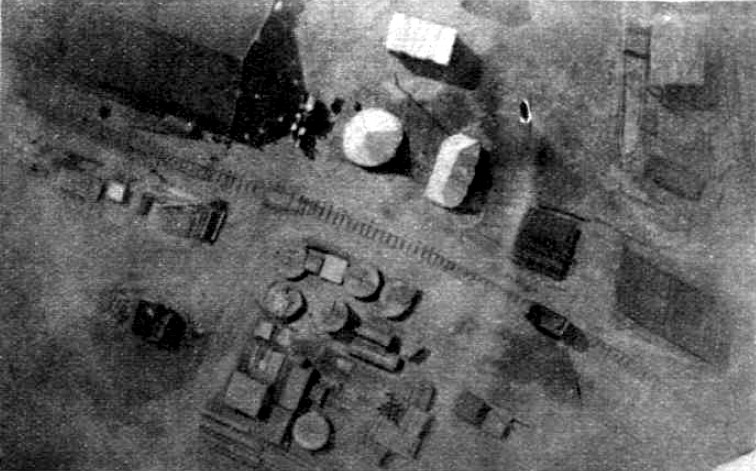
Základna balónové školy v Lydd v Kentu, autor: Major H. Elsdale, 1886

První fotografie z ptačího pohledu byly zhotoveny na fotocitlivé kolodiové desky, které byly vynalezeny v roce 1851. To bylo možné díky tomu, že létající stroje byly známy už mnohem dříve, a to nejméně od počátku osmnáctého století. V roce 1709 představil Bartholomeo de Gusmão v Lisabonu první létající model balónu na horký vzduch a v roce 1783 ve Versailles bratři Montgolfierovi postavili balón, který provedl první let s posádkou v podobě berana, kohouta a kachny. Poté, co experiment dopadl úspěšně, se ještě v témže roce uskutečnily lety s lidskou posádkou.

### Balónová fotografie
První fotografie ze vzduchu pořídil po prvních pokusech ve Francii v roce 1858 vzduchoplavec a fotograf Nadar, který z balónu fotografoval letecké snímky Paříže. Tato událost byla zachována na karikatuře kreslířem Honoré Daumierem. Dva roky po něm snímal Boston z balónu americký fotograf James Wallace Black v letech 1860–1862. Jeho upoutaný balon se vznášel ve výšce 360 metrů nad zemí. Krátce nato byla fotografie z balónu využívána pro vojenské účely armádou Unie v americké občanské válce (1861–1865). Jednalo se o první známé použití leteckých snímků v armádě, tedy v oblasti, která od té doby s tímto žánrem fotografie velmi úzce souvisí. Stojí za zmínku, že snaha využít ptačí pohled při leteckém snímkování byla již v roce 1859 během francouzsko-rakouské války, Nadar však francouzské vojenské rozvědce poskytnout své schopnosti odmítl.
V roce 1890 se na cestu z Evropy do Turkestánu ve stopách bývalé Hedvábné stezky vydal syn Nadara Paul Nadar a fotografoval navštívená místa. Po vzoru svého otce fotografoval z balónu, přičemž používal tehdy nový fotoaparát Kodak.
Současně s tím začalo další důležité využití v oblasti letecké fotogrammetrie pro přípravu topografických map. Již v roce 1859 Aime Laussedat využíval k zaměření Paříže fotoaparát na upoutaném balonu a v této práci pokračoval až do roku 1866. Jeho snímky byly vystaveny na Světové výstavě v Paříži v roce 1867.
Důležitým momentem pro usnadnění a rozvoj leteckého snímkování přišel v roce 1871, kdy Angličan Richard Leach Maddox nahradil těžké mokré kolodiové desky za suché želatinové, které nevyžadovaly mobilní temnou komoru. V roce 1884 si George Eastman nechal patentovat papírový fotografický film a v roce 1887 reverend Hannibal Goodwin vynalezl celuloidový svitkový film, který umožnil snížení hmotnosti kamery, která mohla být použita nejen pro fotografování z balónů s posádkou, ale dala se také připevnit k malému balónu, bezpilotnímu letounu, draku a dokonce i na poštovního holuba.
Na sklonku osmdesátých let devatenáctého století (1880–1887) major H. Elsdale ve Velké Británii zdokonaloval bezpilotní balóny s automaticky spouštěnými fotoaparáty s několika navinutými filmovými svitky. Po dokončení série fotografií balón ztratil požadovanou teplotu plynu a usedl na zem. Balónová letka byla součástí První stíhací perutě britské Royal Air Force.
Průkopníkem fotografování z balónu ve Švédsku byl Oscar Halldin. Snímky, které pořídil v letech 1897–1898 byly hlavně dokumentární povahy, ale staly se pozoruhodně přesnými i pro dnešní experty. Jeho balónové snímky jsou považovány za nejdůležitější letecké fotografie před tím, než fotograf Oscar Bladh ve dvacátých letech začal celostátní obrazovou dokumentaci z letadel.

### Fotografie z draků

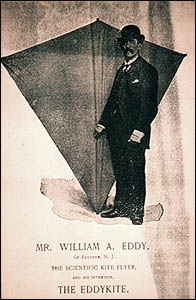
William Abner Eddy se svým čtyřúhelníkovým drakem

V roce 1883 Archibald Douglas draky používal pro měření rozdílů rychlosti větru. Alexander McAdie zopakoval pokusy Benjamina Franklina s drakem a elektroměry. V roce 1887 zveřejnil zprávu o řiditelných dracích Woodbridge Davis.
V osmdesátých letech 19. století experimentoval Arthur Batut s leteckou fotografií z draků (KAP). První fotografii pořídil v Labruguière ve Francii v roce 1888.
Po roce 1893 se inspiroval Malajským drakem americký vynálezce William Abner Eddy, který jej dále vylepšil a dnes je známý jako „čtyřúhelníkový drak Eddy“ (anglicky: diamond Eddy kite). Zlepšil také způsob řetězení několika draků. Dříve byl každý drak spojen s předchozím a Eddy místo toho vedl jednotlivé draky z odboček ze společné hlavní linie. Dne 30. května 1895 Eddy pořídil první fotografie ze vzduchu v Americe. Bylo to 37 let po prvních Nadarových snímcích z balónu a 7 let po prvních fotografiích z draků Arthura Batuta. Eddy Batutovu technologii vylepšil a dokonce experimentoval s telefonováním přes draky a „dračími zrcadly“. Eddy využíval draky k měření teploty vzduchu pro společnosti American Meteorological a observatoře Blue Hill (Blue Hill Meteorological Observatory), pomáhal také námořnictvu ve Španělsko-americké válce.
Slavné fotografie San Francisca po zemětřesení v roce 1906 pořídil pionýr KAP George R. Lawrence velkoformátovým panoramatickým fotoaparátem a stabilizační plošiny, kterou sám navrhl. Jednalo se o 160stupňovou panoramatickou fotografii pořízenou z výšky 600 metrů, která byla vyvolána kontaktním otiskem z negativu o rozměrech 17 x 48 palců (43 x 121 cm).
Mnozí je následovali – Francouz Amédée Denisse vyvinul v roce 1888 raketu s kamerou a padákem. Jednalo se o návrh fotoaparátu, který měl mít 12 objektivů, a který byl připevněn na špičce rakety. Poté, co byl film naexponován, měl být fotoaparát spuštěn na padáku na zem. Není však známo, zda byla tato raketa skutečně postavena. Fyzik Alfred Nobel v roce 1896, těsně před svou smrtí, zdokonaloval techniku fotografování nejen z balónů a raket ale i ze střel. Hledal její využití v měření a vytváření kartografických map.

### Holubí fotografie

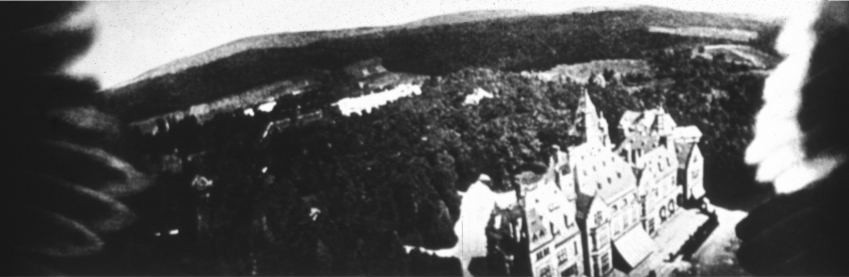
Snímek pořízený poštovním holubem Julia Neubronnera, na okrajich jsou vidět holubí křídla

V roce 1889 proběhl experiment na univerzitě v Petrohradě, při kterém šéf ruského balónového armádního sboru Alexandr Kovanko pořídil letecké snímky z balónu a poslal kolodiové filmové negativy na zem holubí poštou. Začala se psát historie využívání holubů ve fotografii ze vzduchu, což je metoda pořizování fotografických snímků fotoaparáty připevněnými na letících holubech. Podobně jako jiné specializace vyžaduje holubí fotografie znalosti zvláštních fotografických technik a poštovních holubů. Holub je vybaven speciálním fotoaparátem s automatickým mechanismem časování a snímání s různými objektivy a filmovými zásobníky.
S holuby při leteckém snímkování experimentoval v první polovině 20. století německý lékárník Julius Neubronner. Holubi byli vybaveni lehkou miniaturní kamerou pro fotografování ze vzduchu, kterou měli připevněnou na prsou. Neubronner navrhl a zkonstruoval několik typů fotoaparátů, se širokoúhlým panoramatickým objektivem, se dvěma objektivy nebo dvojitou sportovní panoramatickou kameru. Poslední model z roku 1920 vážil necelých 40 gramů a dokázal pořídit dvanáct snímků. Ani jeden typ se však nepodařilo vyrábět sériově.
Neubronner ptáky na jejich zatížení postupně trénoval. Odvážel je do míst i sto kilometrů vzdálených od jejich domova, nasadil jim kameru a vypustil je. Holubi obvykle létali ve výšce 50 až 100 metrů rychlostí 15 kilometrů v hodině. Mechanismus v kameře ovládal prodlevy mezi jednotlivými fotografiemi.
Během první světové války se ukázala výhoda holubí fotografie v pořizování záběrů z menší výšky než bylo možné například z balonu, letadla nebo draka. Tyto metody byly převzaty také do německých a francouzských armád.
V dílně švýcarského hodináře Christiana Adriana Michela ve třicátých letech 20. století vznikl upravený Neubronnerův model dvojité sportovní kamery pro 16mm film s vylepšenými časovými mechanismy a principem posunu filmu. Michel si nechal svůj fotoaparát patentovat v roce 1937, ale neexistuje více než přibližně sto exemplářů tohoto typu.
V sedmdesátých letech holubí fotografii využívala také americká CIA. Vysoce kvalitní kopie dvojitých sportovních kamer vyráběl Rolf Oberlaender a po roce 2000 s holuby pracoval akční umělec Amos Latteier.

### Letecká fotografie

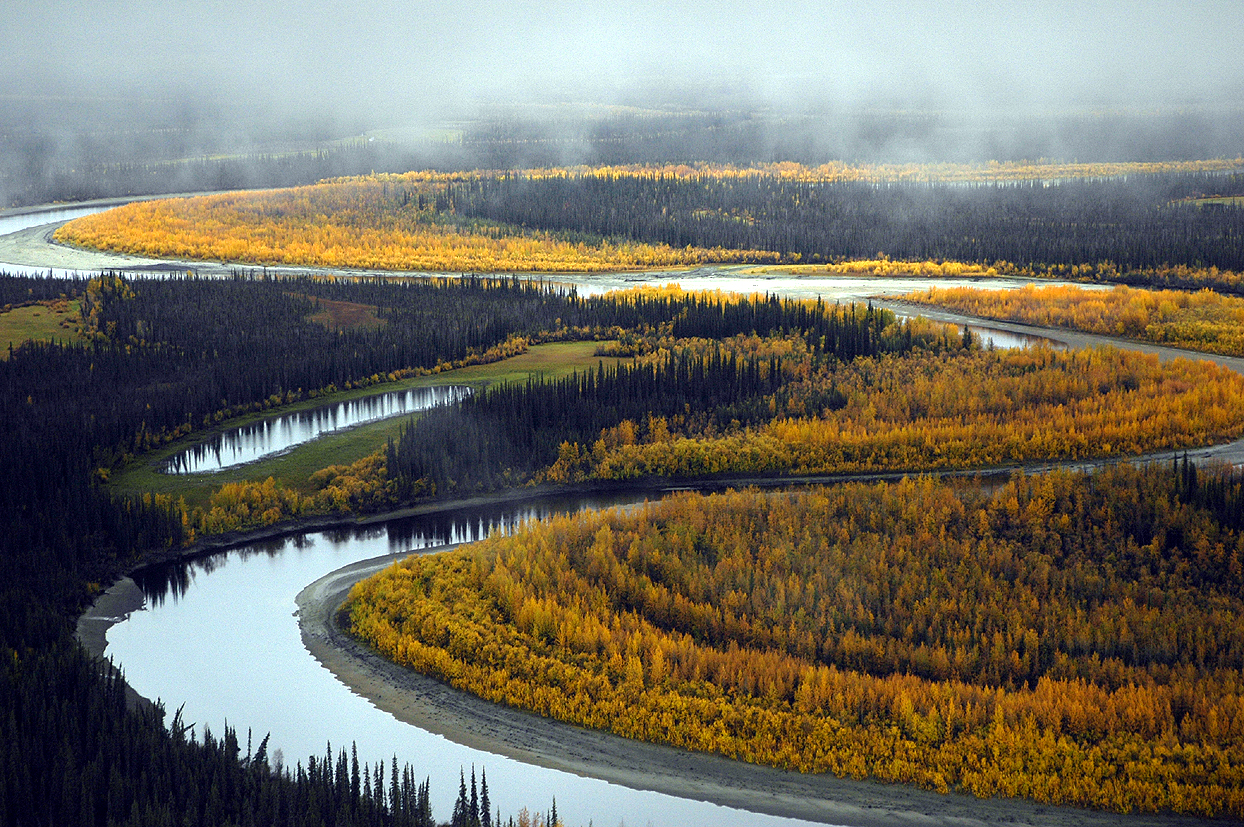
Řeka Koyukuk na Aljašce

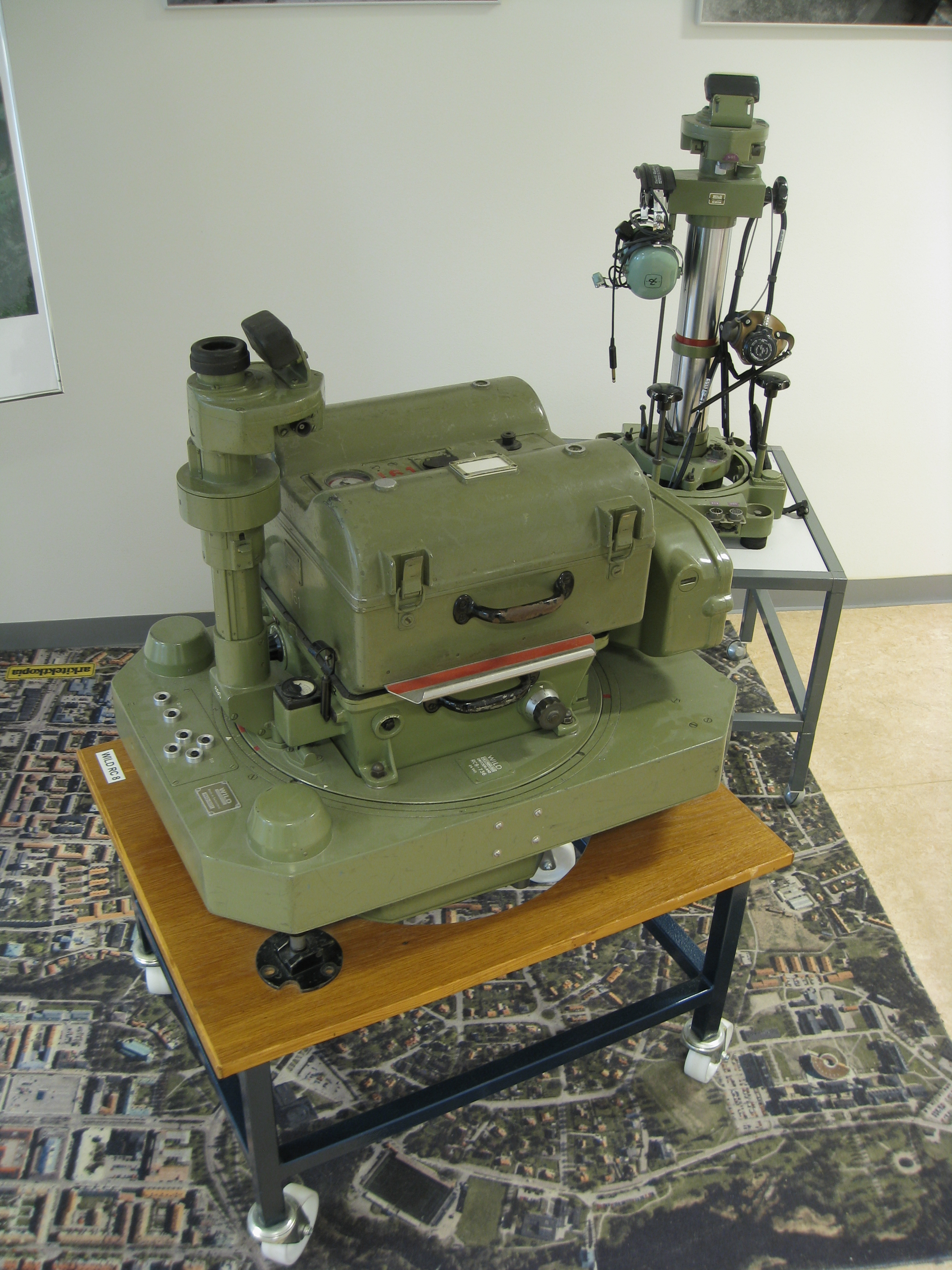
Fotografická kamera pro pořizování vertikálních snímků, používá ji švédská Národní agentura pro mapování Lantmäteriet

Použití letecké fotografie pro vojenské účely se rozšířilo v době první světové války. Zpočátku se dokumentování pozic nepřátelských vojsk z ptačí perspektivy provádělo z balónů s posádkou, která však byla ohrožena nepřátelskou palbou a nemohla se dostat příliš daleko za nepřátelskou linii. Tím, že se začalo využívat letadel, která mohla letět relativně nízko a fotografovat přímo nad nepřátelskými pozicemi, poskytovalo velitelům mnohem lepší pohled na bojiště a techniku.
Během italsko-tureckého konfliktu v Africe uskutečnil 23. října 1911 italský kapitán Carlo Pizza první bojový průzkumný let na stroji Blériot. O pár měsíců později v březnu 1912 kapitán Pizza pořídil historicky první fotografie z letounu.  Byla to dokumentace tureckých postavení. 16. října 1912 bulharský letoun Albatros vykonal první válečný průzkumný let v Evropě a v Německu byla v témže roce ustavena první fotoprůzkumná letecká jednotka. Známí byli „letci - fotografové“ jako například americký vojenský zpravodaj Fred Zinn.
Další pokrok letecké fotografie přineslo její využití v bezpilotních letadlech. První z nich nesl název Aerial Target (Vzdušný cíl) a vynalezl jej roku 1916 profesor Archibald Montgomery Low.
Na začátku 20. století vznikly významné letecké snímky ve středním Německu, jejímž autorem byl Ernst Wandersleb. Během druhé světové války se v letecké fotografii používal například letecký fotoaparát Fairchild K-20 od firmy Fairchild pana Shermana Millse Fairchilda.
Mezi 1924 a 1925 pořídila agentura Underwood & Underwood letecké fotografie měst Miami a Miami Beach. Přibližně 400 fotografií dokumentovalo první stavební boom nově se rozvíjejících metropolí před ničivým hurikánem v roce 1926 (Great Miami Hurricane).
První fotografii vzduch-vzduch pořídil americký fotograf Lee Embree v roce 1941 během útoku na Pearl Harbor.
Průkopníkem leteckých snímků v šedesátých letech minulého století byl švýcarský fotograf Georg Gerster.
Průkopníkem fotografování z letadla ve Švédsku byl Oscar Bladh. Městská knihovna v Uppsale obsahuje stovky jeho snímků z let 1934–37, 1947 a 1950, všechny s motivy z Uppsaly. Nejrozsáhlejší je však jeho sbírka Stockholmských obrázků. Ve více než pěti tisících negativů dokumentoval měnící se město a ilustroval dobu, kdy Stockholmská předměstí během poválečného období rostla.
Od začátku druhé poloviny dvacátého století začal rozvoj fotografování Země, planet a hvězd z umělých družic. První satelitní snímky Země pořídila 14. srpna 1959 americká družice Explorer 6. Zvláštní aplikací tohoto druhu fotografie je ve vojenské oblasti, špionáži, předpovědi počasí. Satelitní fotografie slouží geologům pro objevování nerostných zdrojů a zpravodajským organizacím pro přenos nejaktuálnějších fotografií z nejvzdálenějších míst na světě. Vzhledem k tomu, že vakuum nespadá pod definici vzduchu, nebude se tento článek satelitní fotografií zabývat.

## Současnost
Nasnímané fotografie z letadla se později zpracovávají v oborech geodézie a nebo kartografie při výrobě map, při rekonstrukci tvaru objektů - například v lékařství, archeologii nebo ochraně památek. V architektuře se pozorují a snímkují budovy nebo v lomech na těžbu kamene se koordinují jejich hlavní body.
Fotografování ze vzduchu se využívá při plánování využití země, archeologii, filmové produkci, studiích o životním prostředí, špionáži, komerční reklamě a dalších odvětvích. Fotografie jsou často zpracovávané GIS systémy. Fotografování ze vzduchu se používá také při analýze znečištění životního prostředí (v USA existuje tzv. program Phase I Environmental Site Assessment).
V posledních letech se snímky z výšky staly populární také díky volné dostupnosti mapových podkladů, například společností Google Earth nebo Microsoft Windows Live Local.

### Letecká archeologie

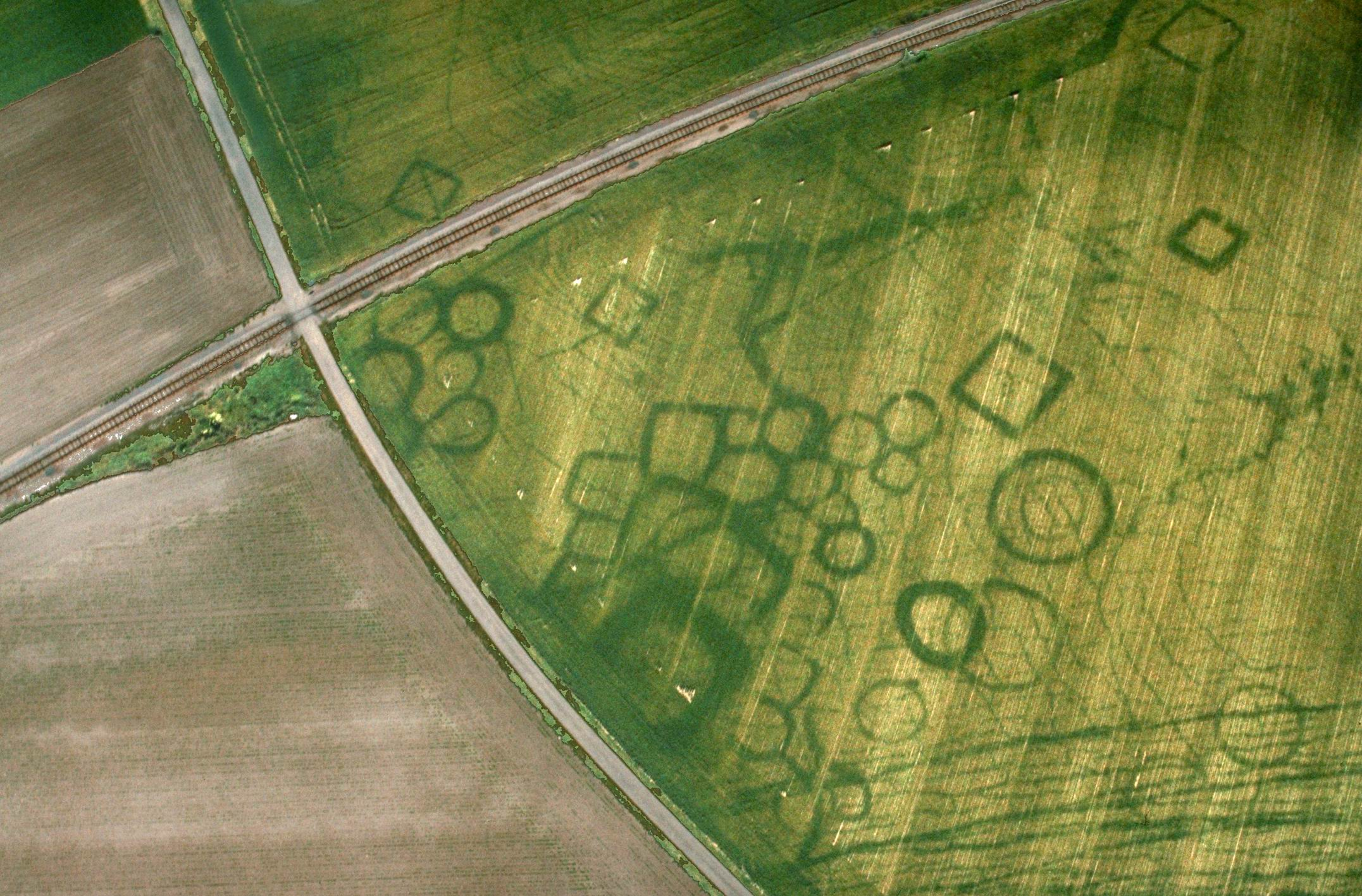
Letecký pohled na Grézac z prehistorického období; velké galské pohřebiště s různými strukturami kruhového nebo čtvercového tvaru

Letecká archeologie je druh archeologické prospekce. Řadí se mezi nedestruktivní archeologické metody. Pomocí leteckého pozorování a fotografického snímkování jsou na základě půdních, vegetačních, stínových a jiných příznaků vyhledávány, identifikovány a evidovány archeologické objekty. Letecká archeologie se rovněž zabývá vyhodnocením leteckých snímků, které nebyly pořízeny pro archeologické účely. Archeologická letecká fotografie vychází z metod vojenského leteckého průzkumu.

### Fotogrammetrie

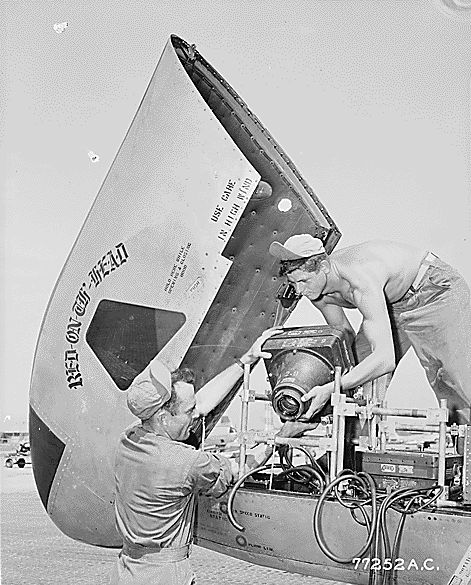
Přesná fotogrammetrická kamera pro snímkování ze vzduchu

Ve fotogrammetrii se využívá fotoaparát pro rekonstrukcí tvarů, měřením rozměrů a určováním polohy předmětů, které jsou zobrazeny na fotografických snímcích. Obecněji lze fotogrammetrii definovat jako vědní obor, zabývající se zpracováním informací na snímcích. Využívá se například při rekonstrukci tvaru objektů v oborech lékařství, archeologie, ochraně památek, architektuře nebo v lomech na těžbu kamene a koordinace jejich hlavních bodů.

## Výtvarná letecká fotografie
Letecké snímky neodmyslitelně patří k tvorbě výtvarného umělce Yanna Arthuse - Bertranda (cyklus a kniha Země shora) nebo švýcarského fotografa Georga Gerstera. Z pohledu ptáka výtvarně fotografují hory, pouště, pobřeží, jezera, zemědělské a průmyslové krajiny. Na jedné straně zobrazují krásu krajiny, na straně druhé poukazují na ochranu ohrožené přírody na celém světě, nadměrné využívání zdrojů, eroze nebo strojírenství a mechanizace. Gerster se také zabývá ochranou historických a archeologických nalezišť.

## Významní fotografové
- James Wallace Black (1825–1896)
- Roger Agache (* 1926)[22]
- Ladislaus Almásy (1895–1951)
- Otto Braasch (* 1936)
- Boris Carmi (1914–2002), izraelský fotograf
- O. G. S. Crawford (1886–1957)
- Antoine de Saint-Exupéry (1900–1944)
- Georg Gerster (1928–2019)
- Roger Henrard (1900–1975)[23]
- Gerhard Launer (* 1949)
- Walter Mittelholzer (1894–1937)
- Nadar (1820–1910)[24]
- Irwin Scollar (* 1928)
- Eduard Spelterini (1852–1931)
- Fred Zinn
- 1. Königlich Bayerisches Fliegerbataillon (1906–1924)

## Galerie

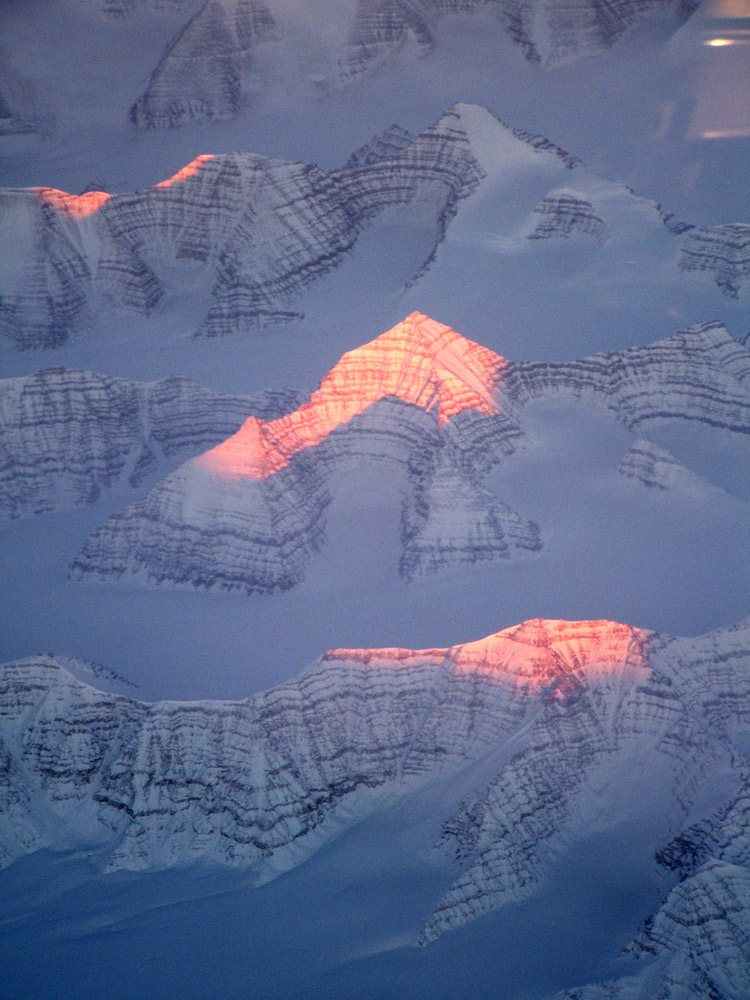
Svítání v grónských horách
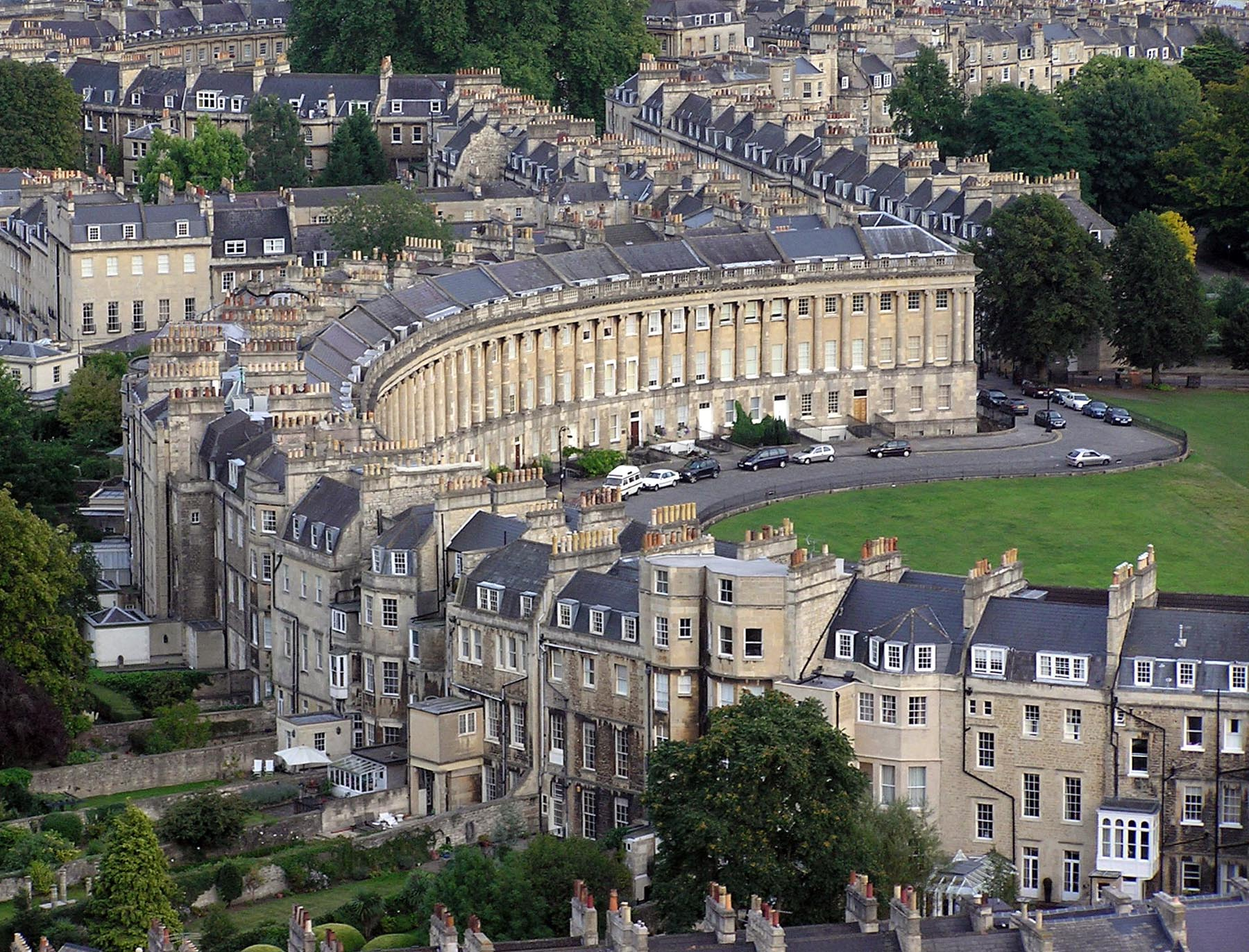
Terasa Royal Crescent (Bath, Anglie) z horkovzdušného balónu
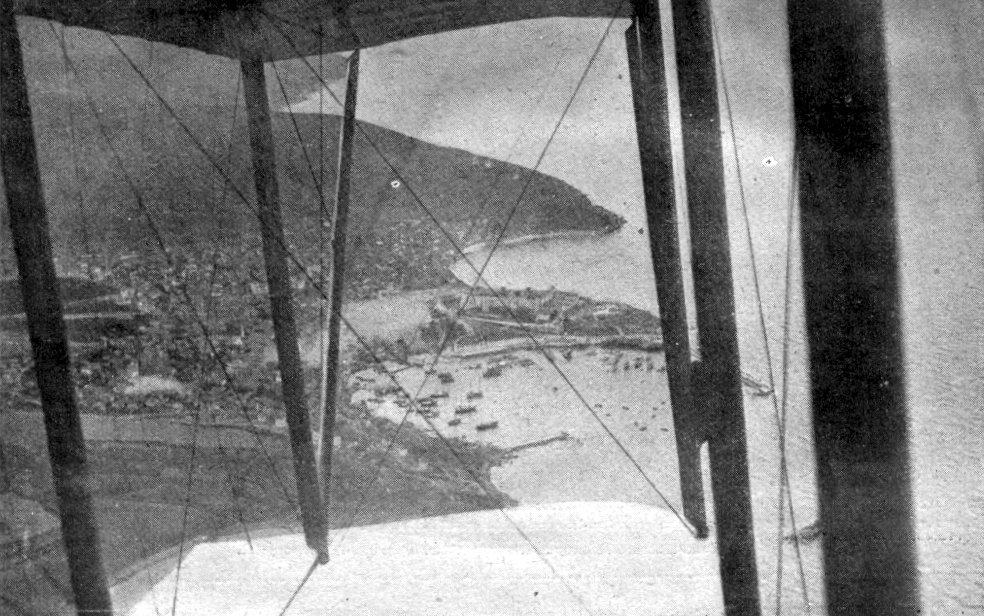
Dardanely zachycené z průzkumného letounu v 1. světové válce při bitvě o Gallipoli, 1915
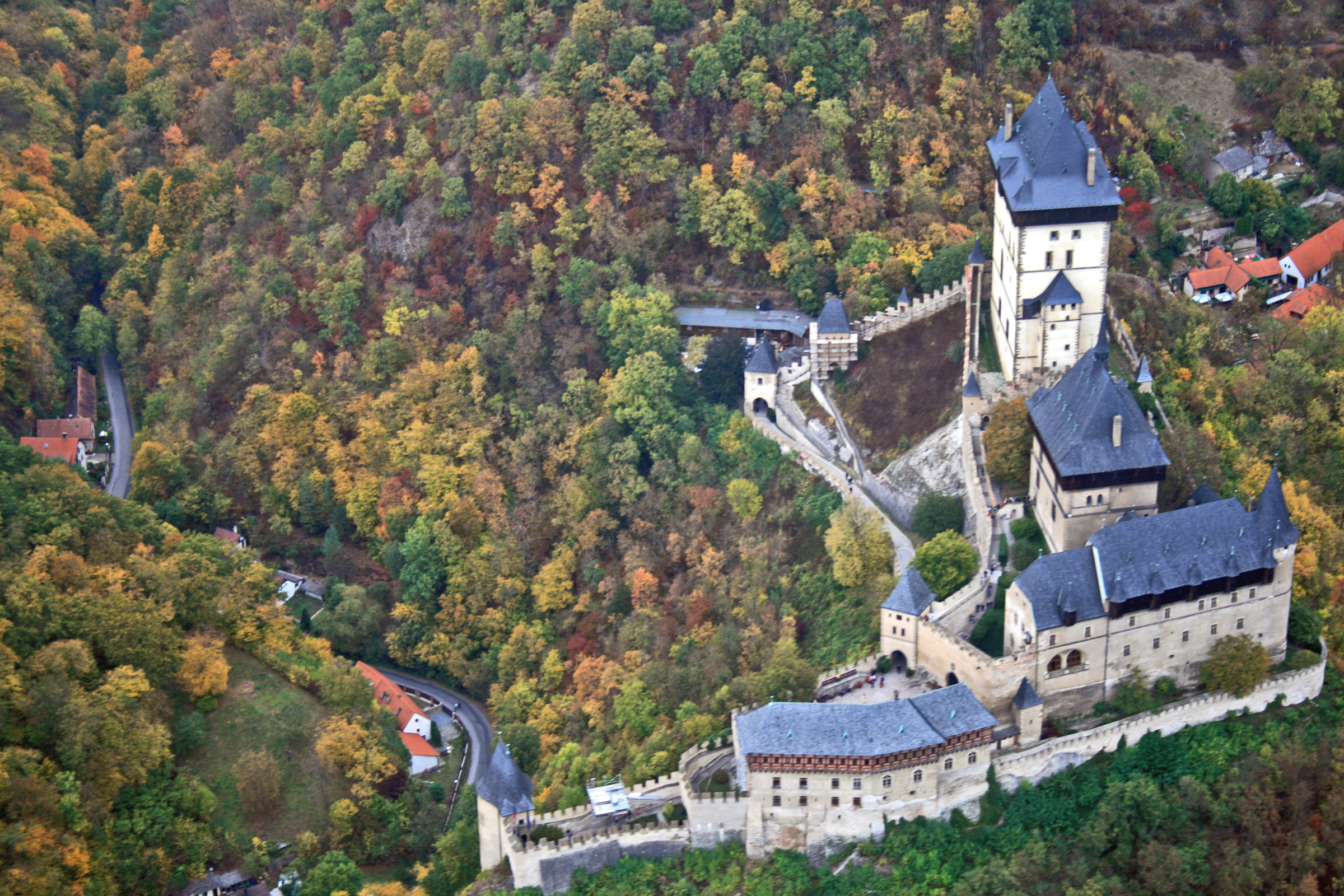
Podzimní Karlštejn ze vzduchu
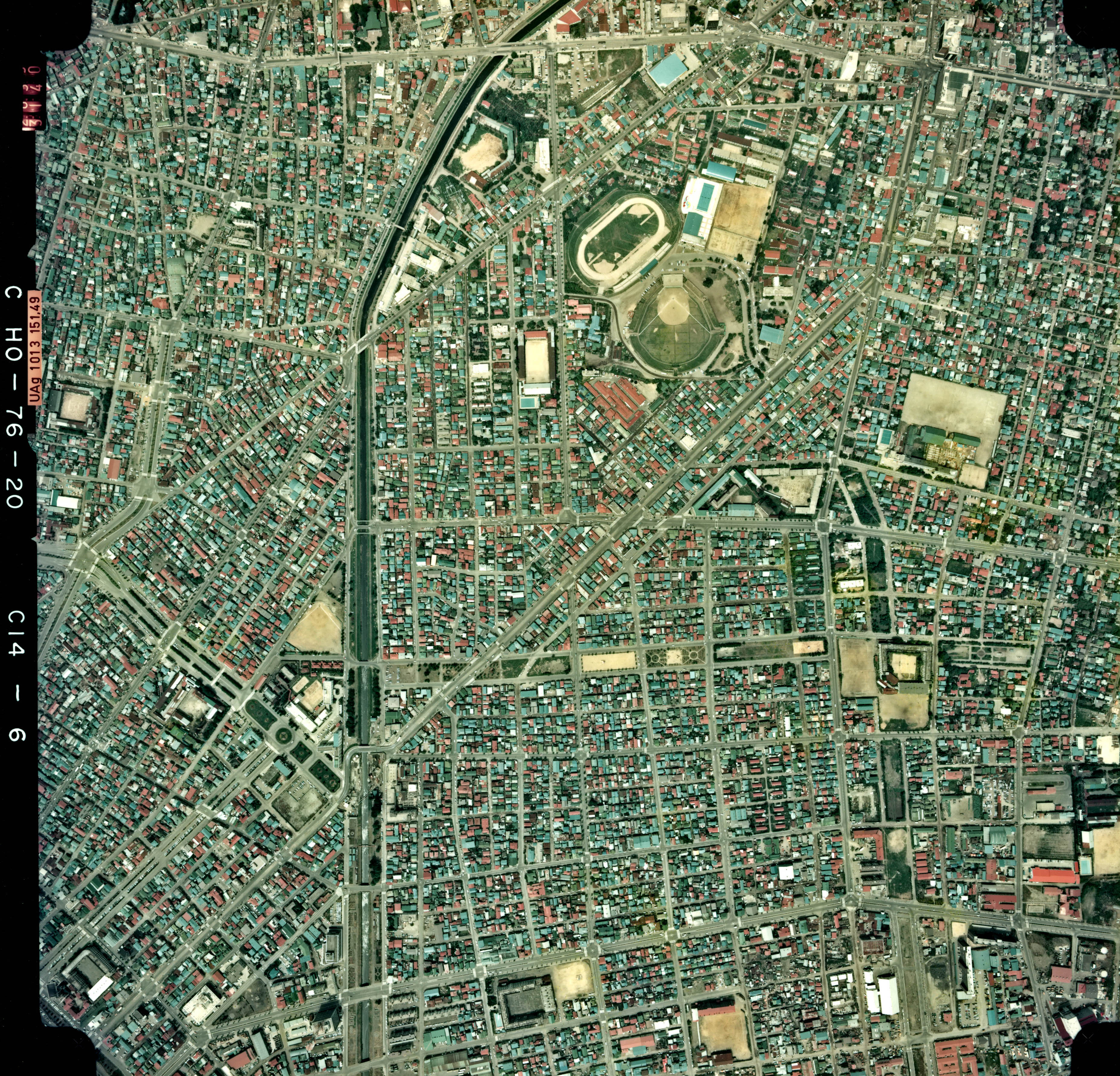
Japonsko
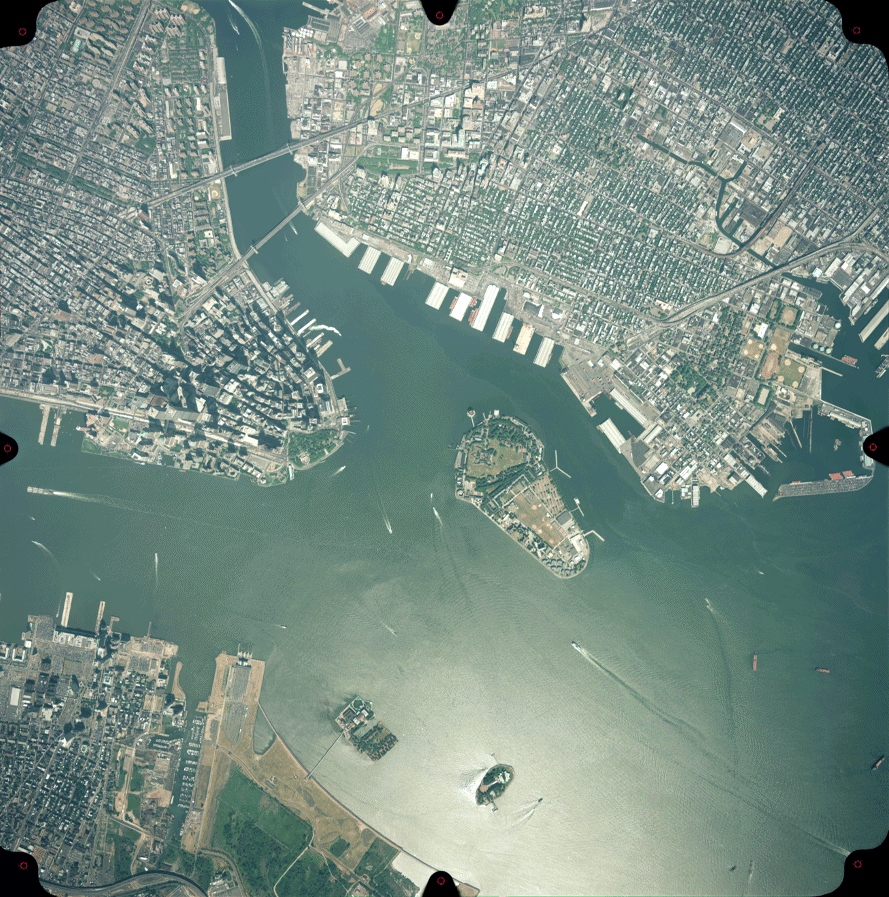
Manhattan, New York City, 1999
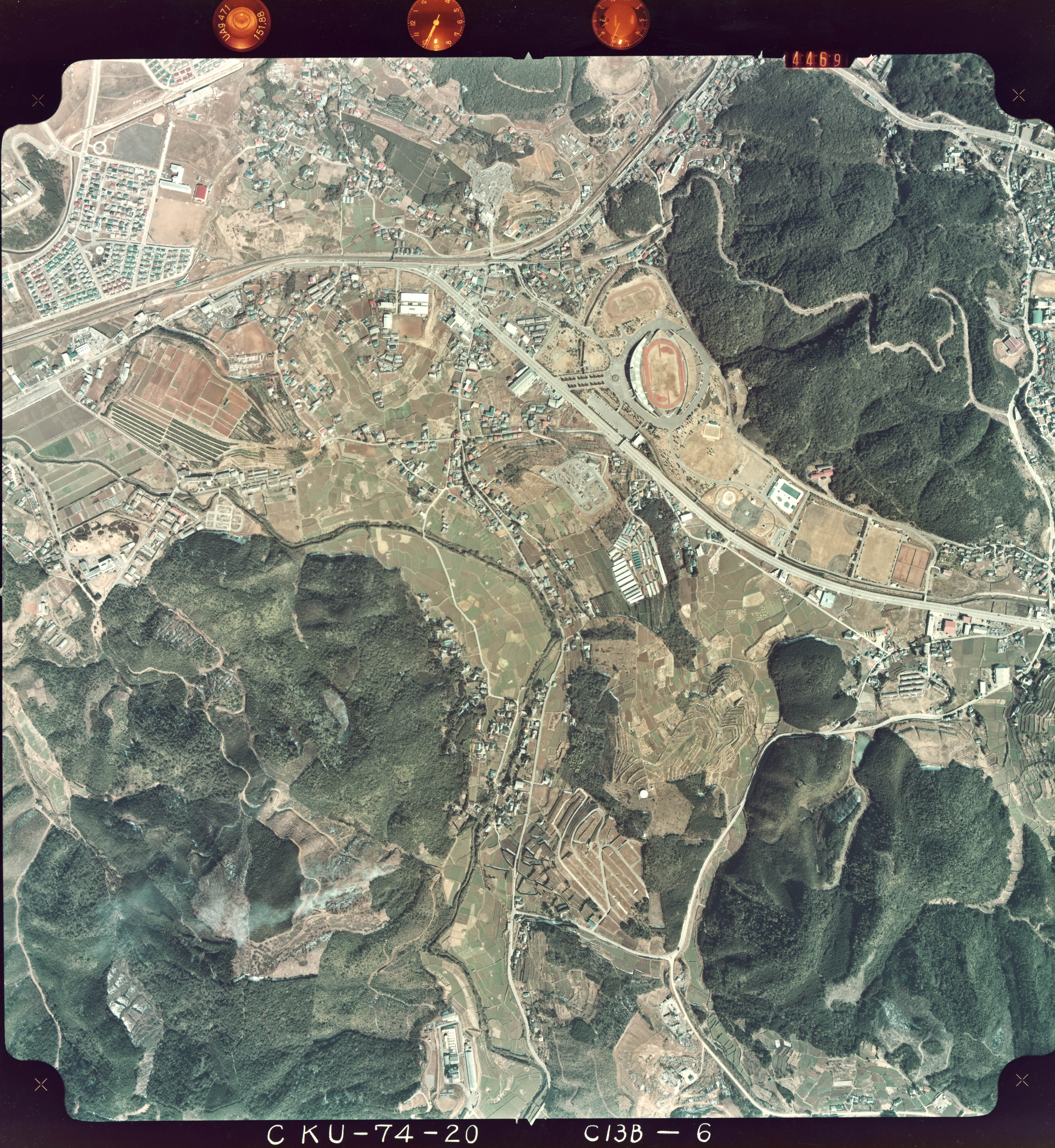
Isahaya, Nagasaki, Japonsko
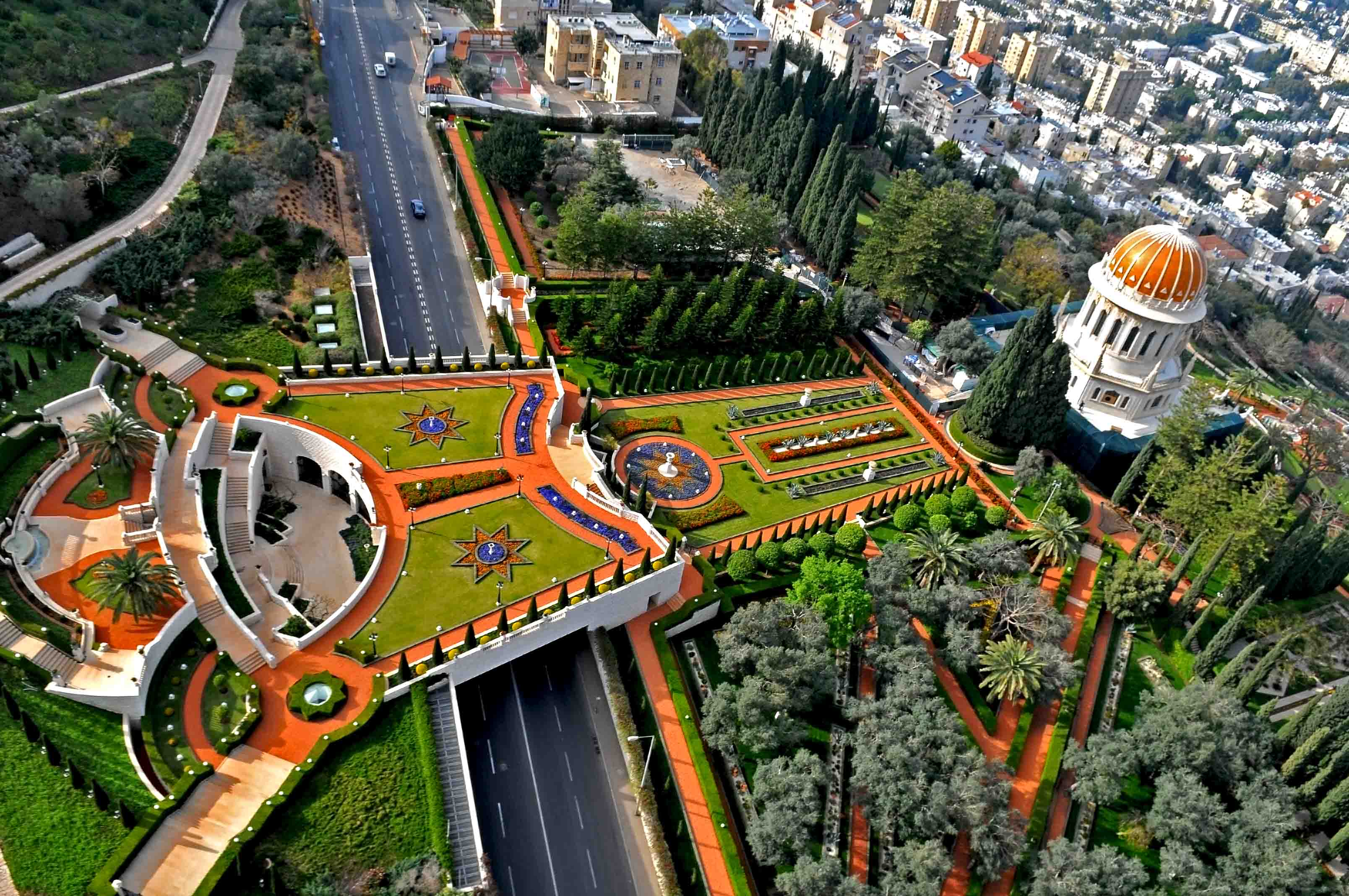
Zahrady v Haifě
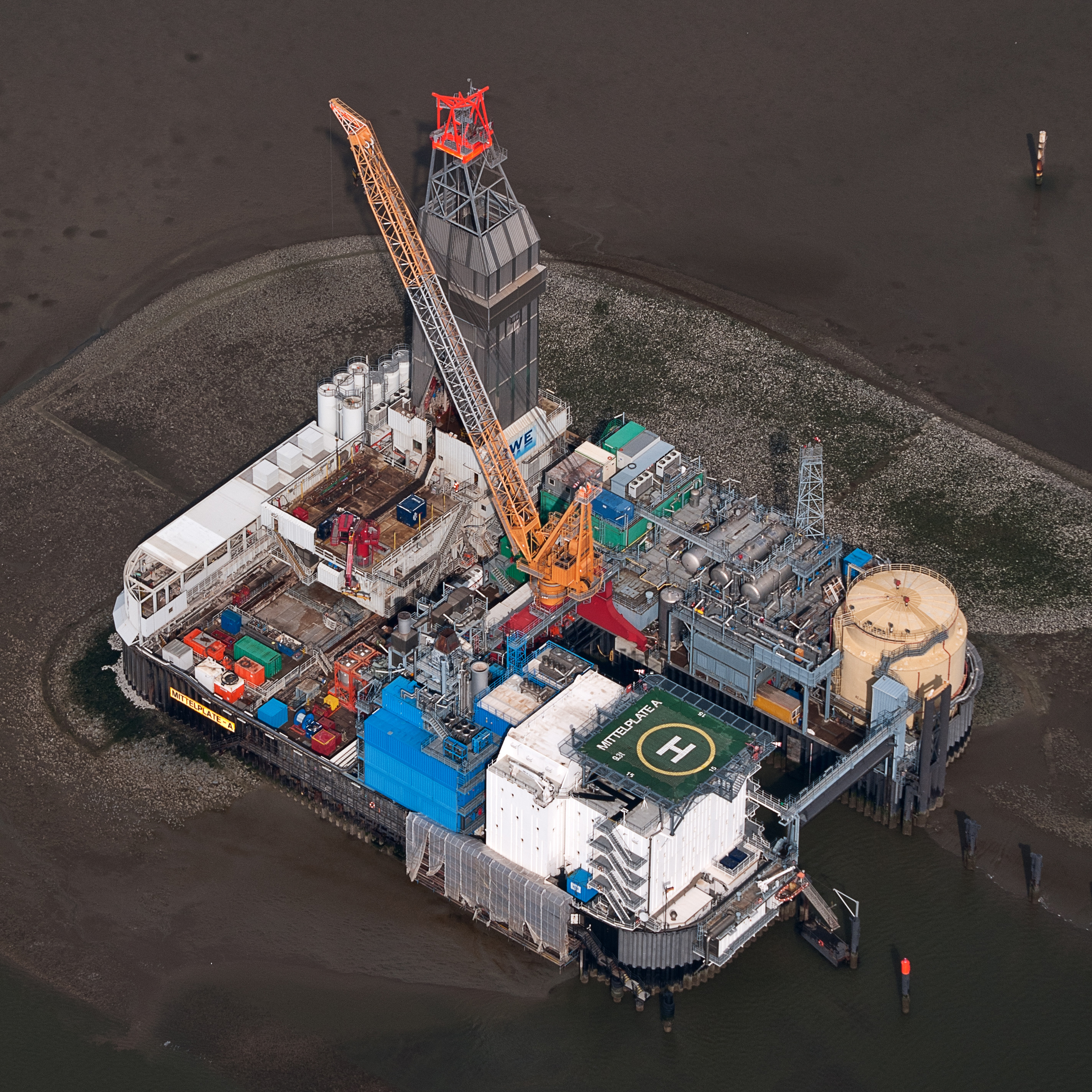
Mittelplate